# Саатчи, Сердар
Серда́р Саа́тчи (тур. Serdar Saatçı; родился 14 февраля 2003 года Байрампаша, Турция) — турецкий футболист, защитник клуба «Трабзонспор».

## Клубная карьера
Саатчи— воспитанник клубов «Байрампаша» и «Бешикташ». 17 декабря 2020 года в поединке Кубка Турции против «Тарсус Идман Юрду» Сердар дебютировал за основной состав последнего. 24 сентября 2021 года в матче против «Алтая» он дебютировал в турецкой Суперлиге. В том же году он стал обладателем национального кубка.

## Достижения
Командные
 «Бешикташ»
- Обладатель Кубка Турции — 2020/2021